# Энтомофторовые
Энтомофторовые (лат. Entomophthorales) — порядок грибов, который ранее относился к классу Zygomycetes, но сейчас занесён в новый подтип Entomophthoromycotina.

## Биология
Большинство видов порядка являются патогенными грибами насекомых. Некоторые виды поражают нематод, клещей и тихоходок; другие (в частности виды рода Conidiobolus) — сапротрофы. Известны паразиты шляпочных грибов, водорослей, папоротников.